# 王向斌
王向斌 ，安徽省无为县人，清华大学物理系教授。入选中华人民共和国教育部2009年度"长江学者"特聘教授、清华大学“百人计划”，中国国家杰出青年科学基金项目主持者。曾任日本科学技术振兴机构研究员。